# Helicopsyche typica
Helicopsyche typica is een fossiele soort schietmot uit de familie Helicopsychidae.